# Apistogramma eremnopyge
Apistogramma eremnopyge és una espècie de peix de la família dels cíclids i de l'ordre dels perciformes.

## Morfologia
Els mascles poden assolir els 3,4 cm de longitud total.

## Distribució geogràfica
Es troba a Sud-amèrica: riu Pintuyacu (afluent del riu Itaya, Perú).